# Венера-10
«Венера-10» — космический аппарат СССР, предназначенный для изучения Венеры в рамках программы «Венера».
Однотипный с Венера-9 и запускался с ней параллельно. Поэтому их полёты и приземления порой рассматриваются как единая миссия.
«Венера-10» запущена 14 июня 1975 года с помощью ракеты-носителя «Протон-К» с разгонным блоком ДМ.
Посадка на поверхность Венеры 25 октября 1975 года, время работы на поверхности 65 минут.

## Технические данные
«Венера-10» включает собственно космический аппарат (КА) и спускаемый аппарат (СА). Масса аппарата 5033 кг; масса СА с теплозащитным корпусом 1560 кг. Основной силовой элемент КА — блок баков, на нижнем днище которого закреплены ракетный двигатель и охватывающий его приборный отсек в форме тора.
В верхней части КА находится переходник для крепления СА. В приборном отсеке размещены системы управления, терморегулирования и др. СА имеет прочный корпус сферической формы (рассчитан на внешнее давление 10 МПа), покрытый внешней и внутренней теплоизоляцией.
В верхней части к СА крепится аэродинамическое тормозное устройство, в нижней — торовое посадочное устройство. В СА установлены приборы радиокомплекса, оптико-механического ТВ устройства, аккумулятор, блоки автоматики, средства терморегулирования, научные приборы. СА помещен внутри теплозащитного корпуса сферической формы (диаметр 2,4 м), защищающего его от высоких температур на всём участке торможения.

## Состав научной аппаратуры
СА оснащён комплексом научной аппаратуры, включающим: 
- панорамный телефотометр для изучения оптических свойств и получения изображения поверхности в месте посадки (телефотометров на спускаемом аппарате было  два, но на Венере-9 не открылась крышка у одного из телефотометров, хотя сама камера работала исправно);
- фотометр для измерения световых потоков в зелёных, жёлтых и красных лучах и в двух участках ИК лучей;
- фотометр для измерения яркости атмосферы в инфракрасном спектре и определения химического состава атмосферы методом спектрального анализа;
- датчики давления и температуры;
- акселерометры для измерения перегрузок на участке входа в атмосферу;
- масс-спектрометр для измерения химического состава атмосферы на высотах 63—34 км;
- анемометр для определения скорости ветра на поверхности планеты;
- гамма-спектрометр для определения содержания естественных радиоактивных элементов в венерианских породах;
- радиационный плотномер для определения плотности грунта в поверхностном слое планеты.

## Полёт
В полёте «Венера-10» было проведено две коррекции траектории. За двое суток до подлёта к Венере от КА был отделён СА.
После отделения СА космический аппарат был переведен на пролётные траектории, а затем выведен на орбиту искусственного спутника Венеры. Для передачи научной информации была реализована необходимая баллистическая схема, обеспечившая требуемое пространство, взаимное положение КА и СА. Информация, полученная СА, передавалась на свой КА, ставший к этому времени искусственным спутником Венеры, и ретранслировалась на Землю.
Искусственные спутники позволили получить телевизионные изображения облачного слоя, распределение температуры по верхней границе облаков, спектры ночного свечения планеты, провести исследования водородной короны, многократное радиопросвечивание атмосферы и ионосферы, измерение магнитных полей и околопланетной плазмы. Большое внимание привлекло обнаружение гроз и молний в слое облачности на планете. 

### Спускаемый аппарат
СА совершил мягкую посадку 25 октября 1975 на невидимую в это время с Земли освещенную сторону Венеры, на область Бета, в точке с координатами: 15°25′ с. ш. 291°31′ в. д. / 15,42° с. ш. 291,51° в. д..

После аэродинамического торможения осуществлялся спуск на парашюте в течение 20 мин (для проведения исследования облачного слоя), затем парашют был сброшен и осуществлён быстрый спуск.
В ходе спуска проводились измерения атмосферы, которые сразу же передавались на орбитальный аппарат. Высокая плотность нижних слоёв атмосферы планеты позволяла осуществить относительно мягкую посадку, с сохранением работоспособности аппарата, используя в качестве тормоза только жестко закрепленное коническое аэродинамическое тормозное устройство и сопротивление самой конструкции.

Время работы на поверхности 65 минут.
 
Измерены плотность, давление, температура атмосферы, количество водяного пара, проведены нефелометрические измерения частиц облаков, измерения освещенности в различных участках спектра. Для измерений характеристик грунта помимо гамма-спектрометра использовался радиационный плотномер. 
Измерение освещенности у поверхности показали что 5-10% солнечной энергии достигает поверхности планеты в виде излучения, рассеянного облаками.
Исследования динамики облаков, с 26.10 по 25.12 1975 г. Панорамы (одним или двумя сканерами) снимались в 17 проходах близ перигесперия.